# Scalesia incisa
Espèce
Synonymes
- Scalesia divisa Andersson[2] [1]
- Scalesia retroflexa Hemsl.[2] [1]
- Scalesia snodgrassii B.L.Rob.[2] [1]

Statut de conservation UICN

 VU D2 : Vulnérable
Scalesia incisa est une espèce de plantes à fleurs de la famille des Asteraceae endémique des îles Galápagos.

## Publication originale
- Transactions of the Linnean Society of London 20: 210. 1847.